# RFactor 2
rFactor 2 ist eine Rennsimulation für Microsoft Windows. Entwickelt wurde es durch das amerikanische Unternehmen Image Space Incorporated. Die Veröffentlichung war im Jahr 2013. Wie sein Vorgänger, rFactor, wurde es modifiziert und wird von professionellen Rennteams für das Fahrertraining und die Entwicklung von Rennwagen verwendet. Ein Großteil des Quellcodes stammt von rFactor Pro, das auch von professionellen Rennfahrern und den meisten Formel-1-Teams und NASCAR-Herstellern verwendet wird.
rFactor 2 simuliert jede Art von Fahrzeugen, einschließlich vierrädriger und sechsrädriger Fahrzeuge mit zwei oder vier gelenkten Rädern. Der Simulator verfügt über fortgeschrittene Physik. Offline- und Online-Rennmodi sind verfügbar.
Im September 2016 wurde eine Partnerschaft mit dem niederländischen Software-Unternehmen Luminis beschlossen. Ziel dieser Partnerschaft sind neue Funktionen im Spiel.

## Hintergrund
Nach dem ersten Erfolg von Sports Car GT (1999) verwendete Image Space Incorporated seine selbst entwickelte Software Engine isiMotor1 für eine Reihe von Renntiteln, darunter die hochgelobten Formel-1-Simulatoren F1 2002 und F1 Challenge '99 -'02. IsiMotor ist ein Überbegriff, der alle Komponenten der Software-Engine abdeckt, zum Beispiel die Grafik Engine gMotor, die Physik-Engine pMotor usw.
Nach der Veröffentlichung von F1 Challenge '99 -'02 wurde isiMotor zum ersten Mal an ein anderes Unternehmen lizenziert, SimBin, der später populäre Rennspiele auf Basis von Image Space Incorporated entwickelte, darunter GTR und GTR 2.
Image Space Incorporated entschied sich daraufhin, einen Rennsimulator mit einer offenen Architektur zu entwickeln und stellte der Modding Community Tools zur Verfügung, um Inhalte von Drittanbietern zu erstellen. Dieser Titel wurde rFactor, der erste ISI-Release, der die Software Engine namens isiMotor2 verwendet. rFactor wurde fast ein Jahrzehnt lang die bevorzugte Rennsimulationsplattform mit einer Fülle von Community-Inhalten. rFactor 2 wird auch verwendet, um die Fahrer zu trainieren, die den Gran Turismo Academy Wettbewerb gewinnen.
IsiMotor2 wurde außerdem an Unternehmen wie Slightly Mad Studios, Reiza Studios und 2Pez Games lizenziert. Isimotor2 legte auch den Grundstein für rFactor Pro; eine Software-Simulations-Engine, die von echten Rennteams und Autoherstellern verwendet wird, einschließlich der meisten der aktuellen Formel-1-Grid- und NASCAR-Hersteller. Image Space Incorporated nahm die Erfahrungen von isiMotor2 und rFactor Pro auf und begann mit der Entwicklung von rFactor 2. Ab diesem Zeitpunkt wurde die Software-Engine als isiMotor2.5 bezeichnet.
Der Redakteur von der Simracing Webseite VirtualR.net sagte über das Spiel: „Ich brauchte einige Zeit, um es zu erkennen, aber rFactor 2 ist einer der besten Rennsimulatoren für die ernsthaften Spieler.“

## Physik
rFactor 2 und sein Vorgänger haben viel Lob für seine hochentwickelte und präzise Simulation der Fahrzeugdynamik erhalten und sind der bevorzugte Simulator für die meisten professionellen Rennteams, Autoingenieure und Simulationszentren.
Die Interaktion und Zusammenarbeit zwischen Image Space Incorporated und professionellen Rennteams und ihren Ingenieuren, die die von ISI entwickelte rFactor Pro Plattform nutzen, hat dem neuen Reifenmodell von rFactor 2 geholfen. Daraus ist das ISI TGM Tyre Tool entstanden verfügbar für Modder von Drittanbietern.
rFactor 2 war die erste Verbrauchersimulation mit einem thermomechanischen, physikalisch basierten Reifenmodell, basierend auf ersten Prinzipien, das die gesamte Karkasse, das Gewinde und den Kontaktfleck simuliert, mit richtiger Wärmeübertragung, genauem Reifenverschleiß, Abplattung und visueller Verformung. Es war auch das erste, das wirklich dynamische Streckenbedingungen bot.
Die meisten Leute, die neu bei rFactor 2 sind, einschließlich erfahrener Simracer, sind es nicht gewöhnt, ihre Reifen wie in der Realität zu managen. Deshalb tendieren sie dazu, das Auto mit zu viel Lenkeingabe zu übersteuern (etwas, womit man in anderen Fahrsimulationen davonkommen kann), was zu überhitzten Reifen und übermäßigem Reifenverschleiß führt.
rFactor 2 enthält außerdem ein neues Constraint-System, das eine erweiterte Physiksimulation wie den Chassis-Flex ermöglicht, der die typische unendliche Steifigkeit eines virtuellen Fahrzeugs beseitigt und einzigartige Fahrwerkseigenschaften in das Fahrverhalten und die Leistung des Fahrzeugs sowie eine hochgenaue Federungsgeometrie, sowie Radsätze, integriert.

## Gameplay
Der Simulator kann mit einem Lenkrad, Joystick, Gamepad oder sogar einer Tastatur gespielt werden. Es enthält verschiedene Controllereinstellungen und die Möglichkeit, benutzerdefinierte Controller Maps zu erstellen. Fahrhilfen wie Traktionskontrolle, Stabilitätskontrolle, Antiblockiersystem, Lenkhilfe sowie automatische Gangschaltung und automatische Kupplung stehen zur Verfügung, so dass der Simulator sowohl für erfahrene als auch für unerfahrene Spieler geeignet ist.
In einem detaillierten Menü wählt der Spieler verschiedene Optionen in Bezug auf das zu fahrende Auto (inklusive ein Tuning Menü, um verschiedene Spezifikationen des Autos zu wählen), auf welcher Strecke man fahren kann, wie viele KI-Gegner gegeneinander antreten und wie schnell und aggressiv sie sein sollten. Das Menü bietet auch Zugriff auf verschiedene Rennsitzungsoptionen, wie z. B. Anzahl der Runden / Zeit, Zeitbeschleunigung, „Real Road-Optionen“ einschließlich Kurs und Voreinstellungen, Flaggenregeln und Wetter.
Wenn der Spieler die Rennstrecke lädt, erscheint das gewählte Auto in der Garage. Der Spieler kann die Strecke jederzeit verlassen und durch Drücken von „ESC“ in die Garage zurückkehren. Das Garageninterface bietet verschiedene Einstellungen und Optionen. Es verfügt auch über einen Live-Race-Monitor, mit dem der Spieler die Action auf der Strecke verfolgen kann.
Die Auto-Setup-Schnittstelle ermöglicht es dem Spieler, jedes verstellbare Teil des Autos einzustellen und fein abzustimmen. Es gibt auch die Reifentemperatur und die Heißdruckwerte aus, nachdem ein Stint beendet wurde.
Im Auto hat der Spieler Zugriff auf eine Vielzahl von verschiedenen Kameras, sowohl Cockpit, Dunstabzugskamera, extern montierte Kameras, die in mehrere Richtungen zeigen, als auch externe schwebende Kameras, die das Auto hinter sich lassen. Der Spieler kann die „Free-Look“ -Funktion verwenden, um den Blickwinkel mit der Maus zu verschieben. Es gibt auch mehrere Gruppen von TV-Kameras auf der Strecke, sowie eine Zuschauerkamera-Funktion, die einen freien Blick auf die gesamte Strecke ermöglicht.
Das LCD ist ein Teil des HUD. Der LCD-Bildschirm ist in mehrere Bereiche unterteilt, zwischen denen der Spieler hin- und herschalten kann, und zeigt Informationen über aktuelle Positionen, geteilte Abstände, Sektorzeiten, Boxenstopp Optionen sowie den mechanischen Zustand des Fahrzeugs, wie Reifen-, Brems- und Öltemperaturen an. Anhaltender Schaden wird auch optisch im LCD dargestellt.
Regeln und Flaggen sind ebenfalls vollständig implementiert. Wenn ein Vorfall passiert ist, werden gelbe Flaggen sowohl im HUD als auch beim Sportwart gezeigt, die entlang der Strecke winken. Eine grüne Flagge wird angezeigt, sobald der Spieler den Sektor verlässt, in dem der Vorfall stattgefunden hat. Blaue Flaggen werden verwendet, um zu signalisieren, dass ein schnelleres Auto kurz vor einem anderen Auto ist. Sowohl Durchfahrts- als auch Stop-Go-Strafen können Spielern zuteilwerden, die die Regeln verletzen, zum Beispiel wegen eines Fehlstarts. Der Spieler kann disqualifiziert werden, wenn die Strafe nicht innerhalb der vorgegebenen Zeit, die typischerweise drei Runden beträgt, ausgeführt wird. Im Simulator ist auch ein kompletter Gelbkurs zu sehen. Ein Safety Car fährt zur Strecke und sammelt das Feld für ein paar Runden ein. Wenn der volle Kurs gelb fast vorbei ist, fährt das Safety Car in die Box und gibt das Feld frei.

## Entwicklung
Die Öffentlichkeit wurde zuerst darauf aufmerksam, dass die Entwicklung von rFactor 2 im Gange war, als Gjon Camaj von Image Space Incorporated Anfang März 2009 WIP Ingame-Screenshots auf Twitter veröffentlichte. Später im selben Monat enthüllte er weitere Details über den kommenden Simulator neben zusätzlichen Ingame-Screenshots.
Im Oktober 2010 enthüllte Camaj in einem ausführlichen Interview Pläne für die Einbeziehung lizenzierter Inhalte, eine neue überarbeitete Benutzeroberfläche, die Einbeziehung von dynamischem Wetter, neue innovative dynamische Rennoberflächentechnologie, Verbesserungen der KI-Logik und ein neues Force-Feedback-System mit geringerer Input-Lag und schnellere- und direktere Zahnstangenkräfte, nach dem Vorbild des beliebten „RealFeel“-Plug-in für rFactor.
Am 10. Januar 2012 wurde die erste Betaversion veröffentlicht.

### Zukünftige Entwicklung
Am 16. September 2016 gab ISI auf der Simracing Expo einen Vertrag mit Luminis bekannt, einem Softwareunternehmen mit Sitz in den Niederlanden, das bereits Erfahrung mit Rennsimulatoren hat und Reiza Studios bei der Entwicklung von Automobilista unterstützt hat. Diese Partnerschaft brachte die Entwicklung von rFactor 2 in eine neue Firma namens Studio 397. Studio 397 Geschäftsführer Marcel Offermans erklärte, dass viele neue Features in das Spiel implementiert werden, einschließlich einer webbasierten Benutzeroberfläche, einer DirectX 11 kompatiblen Grafik-Engine und die VR-Unterstützung für Oculus Rift und HTC Vive. Darüber hinaus würde ein neues „Paid-Content-System“ ISI erlauben, mehr lizenzierten Inhalt zu dem Simulator hinzuzufügen.
Im Oktober veröffentlichte Studio 397 Informationen über die neuen Inhalte. Die Entwickler gaben bekannt, dass sie die Lizenz der US F2000 National Championship, der Radical Sportscars und des NOLA Motorsports Park erworben haben.

## Funktionen

### Autos
Wie bei seinem Vorgänger stehen viele Standardfahrzeuge zum Download bereit. Die lange Liste der Autos umfasst Formel-1-, GT-, Touren-, Stock- und Lieferwagen. Als experimentelle Inhalte stehen auch Quads und „Formula RC“ zur Verfügung.

### Strecken
Eine Liste der Standard-Strecken ist verfügbar, aber nicht alle Strecken sind lizenziert. Das Angebot an Rennstrecken umfasst permanente, ovale, Rallye- und Straßenrennstrecken.

### Real Road
Real Road ist eines der hervorstechendsten Merkmale von rFactor 2. Der Fahrer und die KI legen während einer Rennsitzung in Echtzeit dynamisches Gummi auf die Oberfläche der Rennstrecke. Das Gummi kann bis zu den nächsten Sessions weitertransportiert werden und dies erfordert, dass sich der Spieler während eines Rennwochenendes ständig an die fortschreitenden Streckenbedingungen anpassen muss, was während eines trockenen Rennwochenendes mehr und mehr verfügbaren Grip im ganzen bedeutet. Der Spieler kann aus verschiedenen Gummi Voreinstellungen auswählen oder einfach das Wochenende auf einer komplett grünen Strecke starten. Real Road kann beschleunigt-, mit normaler Geschwindigkeit verlassen oder völlig statisch sein. Die Eigenschaft erzeugt auch Grip beeinflussender Kugeln außerhalb der normalen Rennlinie.
Real Road funktioniert auch bei nassem Wetter: Wenn der Regen auf die Piste trifft, werden die vorher aufgebauten Gummis und Kugeln weg gewaschen und die Strecke muss wieder gummiert werden. Die nasse Fahrbahnoberfläche trocknet dynamisch ähnlich wie bei der oben erwähnten Gummierung, da sowohl die Autos auf der Strecke sind, als auch Temperatur, Sonne und Wind. Das Real Road System von rFactor 2 ist einzigartig, da es nicht gescriptet, sondern vollständig dynamisch ist.

### Reifen
rFactor 2 zeichnet sich zudem durch einen realistischen Reifenverschleiß und -schaden aus. Dies bestraft den Spieler zum Beispiel für die Blockierung der Reifen beim Bremsen, weil eine Abplattung mit Kraftrückkopplungsvibrationen (der Reifen hat plötzlich Kanten statt perfekt rund zu sein) und einer Autounwucht (aufgrund des verlorenen Gewichts des abgebrannten Reifens) auftritt. Bis die Reifen während eines Boxenstopps gewechselt werden, fährt sich das Auto unausgeglichen und unkomfortabel. Schlechte Fahrtechnik hat zur Folge, dass Reifen überhitzen und ungleichmäßig abgefahren werden. Reifenpannen sind ebenfalls vorhanden, obwohl sie nicht visuell im Spiel dargestellt werden.

### AI
Die AI von rFactor 2 ist hochentwickelt und gegenüber dem ersten rFactor stark verbessert. Es verfügt über ein räumliches Bewusstsein, einstellbare Stärke und Aggressivitätsschieber und hat die Fähigkeit, bessere Rennstrecken um eine Strecke zu „lernen“, was zu besseren Rundenzeiten führt. Die KI kann auch die Kontrolle über das Auto des Spielers übernehmen. rFactor 2 ist einzigartig, da es Rennen mit mehr als 100 KI-Gegnern durchführen kann. Außerdem können sie KI-Gegner während Online-Rennen mit mehreren Spielern mit echten Fahrern mischen.

### Andere Funktionen
In rFactor 2 ist auch ein voller Tag-zu-Nacht-Zyklus mit Lichtübergängen enthalten, die in Echtzeit oder beschleunigt eingestellt werden können. Kraftstoffverbrauch und sichtbarer- sowie mechanischer Schaden sind auch im Simulator, sowie eine „Wiederaufnahme von der Wiederholung“-Funktion, wo jede gespeicherte Wiederholung geladen werden kann, und der Spieler kann dann wählen, das Fahren an jedem Punkt während dieser Wiederholung fortzusetzen.

### Modding
rFactor 2 wurde speziell für das Modding entwickelt. Es ist die erste Rennsimulation mit einem dedizierten Mod-Packsystem. Mit der Steam-Version wird es zudem die erste mit Steam-Workshop-Integration sein.